# Hyalyris cana
Hyalyris cana är en fjärilsart som beskrevs av Richard Haensch 1905. Hyalyris cana ingår i släktet Hyalyris och familjen praktfjärilar. Inga underarter finns listade i Catalogue of Life.